# 타인을 위한 보험
타인을 위한 보험이란 타인을 위하여 보험계약을 체결하는 것, 즉 손해보험에 있어서는 보험계약자와 피보험자가 다른 경우이고 인보험(人保險)에 있어서는 보험계약자와 보험수익자가 다른 경우이다(639조). 이것은 보험계약자가 자기 명의로 계약을 체결하므로 대리(代理)는 아니고 민법상의 제3자를 위한 계약(민 539조)과 그 성질이 같다. 그러나 민법상의 이 계약은 그 제3자가 계약의 이익을 받을 의사를 표시하여야 제3자는 권리를 취득하나 타인을 위한 보험계약에 있어서는 보험계약자가 위임을 받거나 받지 아니하거나 상관 없이 계약체결을 할 수 있고 그 타인(제3자)은 당연히 계약의 이익을 받는 점에 차이가 있다(639조 1항). 보험계약자는 보험금액지급청구권은 갖지 아니한다.

## 같이 보기
- 타인을 위한 보험계약